# Вільгельм Габсбург
Вільгельм Франц Йозеф Карл фон Габсбург-Лотаринзький (нім. Wilhelm Franz Joseph Karl von Habsburg-Lothringen; 10 лютого 1895, Пула, Австрійське Примор'я, Австро-Угорщина, нині Істрійська жупанія, Хорватія — 18 серпня 1948, Київ, Українська РСР, СРСР), також відомий як Вільгельм Франц Австрійський та Васи́ль Виши́ваний — австрійський ерцгерцог із династії Габсбургів, політик, дипломат, поет, полковник Легіону Українських січових стрільців та армії УНР. Вільгельм Габсбург знаний в Україні як Василь Вишиваний, під ім'ям, яке йому дали українські вояки під час Першої світової війни. Його вважали одним з неофіційних претендентів на український трон у разі утворення монархічного ладу. Хоча він сам офіційно ніколи не проголошував свої наміри бути українським монархом і навіть не мав до цього можливостей, Василь прославився своїми військовими та дипломатичними здібностями, поезією і любов'ю до України.
Відповідно до українського законодавства може бути зарахований до борців за незалежність України у XX сторіччі.

## Біографія
Народився 10 лютого 1895 року у родинному маєтку австрійських архікнязів Габсбургів-Лотаринзьких, який розташовувався поблизу Пули (Австрійське Примор'я, сучасна Хорватія) в Адріатичному морі на острові Лошинь у тогочасній австро-угорській провінції Істрія.

### Ранні роки життя

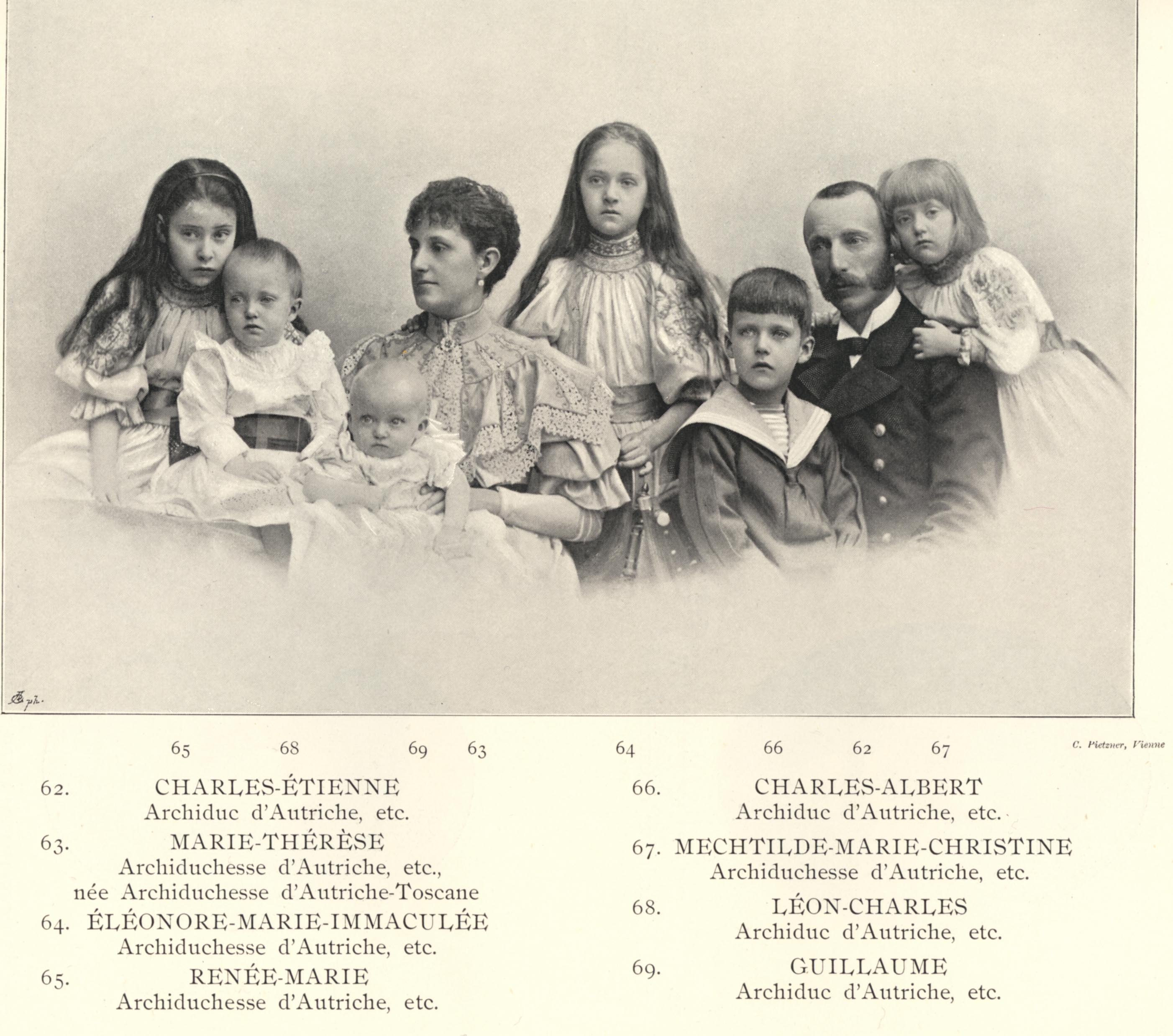
Сімейне фото архікнязів Габсбургів-Лотаринзьких. 1896 р. Вільгельм наймолодший з шести дітей на руках матері Марії Терези.

Вільгельм Франц був наймолодшою дитиною з шести в родині Марії Терези і Карла Стефана Габсбург-Лотаринзького. Його братами і сестрами були Елеанора, Рената, Карл-Альбрехт, Матільда, Лео-Карл.
Родина жила певний час у Пулі, де народилися всі діти. Оскільки мати Вільгельма походила з італійського роду, в сім'ї спілкувалися італійською мовою. Завдяки батьку Карлу Стефану діти навчилися німецької. Вдома їх вчили приватні вчителі — крім загальної шкільної програми дітей вчили трьох мов: італійської, французької, англійської. За власним свідченнями Вільгельма, в дитинстві він захоплювався німецькими поетами Генріхом Гейне, Ніколаусом Ленау, а також італійськими П'єтро Метастазіо, Данте Аліг'єрі, Франческо Петраркою, Джованні Боккаччо та іншими.
Батько Карл Стефан був адміралом австрійського військово-морського флоту і часто брав дітей, особливо хлопців, у подорожі по Адріатичному морю, на узбережжі якого знаходилося місто Пула. Впродовж шести років, починаючи з десятирічного віку, Вільгельм подорожував по світу разом зі своїми братами і батьком. Вони відвідали багато країн Європи, побували в Африці, Америці, Азії.
Невдовзі його батько полишив службу у ВМС Австро-Угорщини. У нього виникли суперечки з керівництвом збройних сил щодо реструктуризації флоту, і на знак протесту він пішов у відставку. Було прийнято рішення переїхати в родинний маєток у м. Живець (пол. Żywiec), на заході провінції Галичина (сучасна Польща), який його родина отримала в спадщину від архікнязя Альбрехта Фердинанда Габсбурга. Родина Габсбургів-Лотаринзьких провела там решту свого життя. Останнім володарем замку і маєтку був старший брат Вільгельма, Карл Альбрехт, який став громадянином Польщі, генерал-майором польської армії.
У Живці почалося знайомство Вільгельма з польською культурою і мовою, яку він теж вивчив завдяки частому спілкуванню із польською шляхтою в замку батька. З польських авторів йому найбільше подобалися Генрик Сенкевич та Юліуш Словацький.

### Освіта
З 1905 року Вільгельм Франц навчався у Віденському реальному училищі, яке він закінчив 1912 року. Наступного року Вільгельма і його брата Лео було відправлено на навчання до Терезіанської військової академії в австрійському місті Вінер-Нойштадт. Такий крок батьків був досить незвичним, оскільки діти імператорської родини зазвичай автоматично отримували офіцерські звання в армії Австро-Угорщини. Однак у родині архікнязя Карла Стефана дітей виховували у спартанському дусі — батьки хотіли, щоб в академії вони не відрізнялися від інших і, не маючи нічого зайвого, мешкали в загальній казармі з іншими курсантами.
Навчання Вільгельмові давалося доволі легко. В академії він вперше самостійно познайомився із працями Карла Каутського, Фрідріха Ніцше та інших філософів. Окрім військової справи Вільгельм вивчав літературу та мови, серед яких обрав вільним факультативом українську.
Його знайомство з українською культурою почалося ще в Живці, де українців не було так багато. З власної ініціативи Вільгельм подорожував Гуцульщиною інкогніто протягом 40 днів. Тоді він мешкав разом із селянами і подорожував Карпатськими горами. Навчаючись в академії, Вільгельм почав серйозно цікавитися українською культурою — вивчав мову, читав книжки українських письменників та поетів, захоплювався творами Івана Франка, Юрія Федьковича, Василя Стефаника, Тараса Шевченка та ін. Зокрема, першою українською книгою, з якою він ознайомився, була «Мала Історія України» Михайла Грушевського. Цю книгу Вільгельм прочитав ще взимку 1915 року за допомогою одного українського солдата з його сотні на прізвище Пришляк. Згодом просте зацікавлення українською культурою переросло в участь у політичному житті українців Австро-Угорщини.

### Початок Першої світової війни

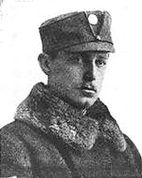
Вільгельм Габсбург під час Першої світової війни.

У лютому 1915, під час Першої світової війни року Вільгельм Габсбург закінчив військову академію, отримав звання лейтенанта австрійської армії і був відправлений до 13-го полку уланів.
 Ця військова частина формувалася переважно з українців Золочівського повіту (нинішньої Львівської області). У складі цього полку відбувалося подальше ознайомлення Вільгельма з українцями, до яких він виявляв неабияку прихильність. Під його командуванням та з його ініціативи сотня Вільгельма повністю українізувалася — з її складу були вилучені поляки й угорці, місце яких заступили винятково українці. Всі вояки мали синьо-жовті відзнаки на уніформі. У війську мала місце своєрідна трансформація поглядів і свідомості Вільгельма Габсбурга: він не тільки досконало опанував українську мову, але й почав вважати себе українцем разом зі своїми солдатами-українцями. Він заохочував своїх підлеглих до активного національного самовизначення, стверджуючи, що «коли я признаюся до українського народу, то і вони можуть сміло це робити».
 Один з його солдатів-українців подарував Вільгельму вишиту сорочку, яку він почав відкрито носити як в полку, так і поза ним. За це, а також за його патріотизм і любов до України, його прозвали у полку Василем Вишиваним. Братерство і приємні спогади про службу з українцями Василь проніс крізь більшу частину свого життя і навіть пізніше присвятив своїм бойовим товаришам збірку віршів і підписався під нею не як Габсбург, а як Василь Вишиваний.
Під час служби на фронті Вільгельма Габсбурга нагородили кількома нагородами Німеччини і Австро-Угорщини, зокрема однією з найвищих — залізним хрестом Пруссії 2-го класу.

### Підтримка української справи

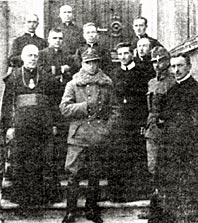
Вільгельм Габсбург з українським духовенством Тернополя.

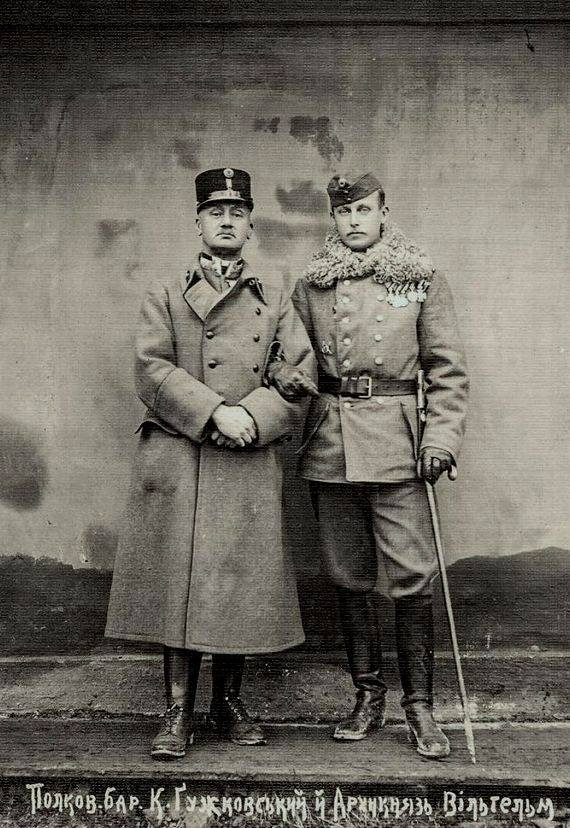
Василь Вишиваний з полковником Казимиром Гужковським. 28 січня 1918 року.

За законами Австро-Угорщини кожен член імператорської сім'ї по досягненні 21-річного віку автоматично ставав членом сенату країни. Таким чином у 1916 році Вільгельм став членом парламенту і налагодив там контакти з українськими депутатами, зокрема з головою Української Парламентарної Репрезентації — Євгеном Петрушевичем. Для українських політиків у Відні підтримка члена імператорської сім'ї виявилась справжнім благословенням. За протекції архікнязя вдалося призначити міністром охорони здоров'я країни — українця Івана Горбачевського.
Детальніше ознайомлення Вільгельма з українськими справами Австро-Угорщини сталося після його знайомства з одним із провідних українських політиків імперії — Казимиром Гужковським. Гужковський був полковником австрійської армії і одним з небагатьох українців, який займав адміністративну посаду в Галичині. Через останнього архікнязь поступово прийшов до розуміння необхідності державного оформлення етнічних українських земель. На цьому етапі мова йшла передусім не про незалежність, а про виокремлення українських земель у складі Австро-Угорської імперії, надавши українцям більше самоврядування і контроль над культурним життям. Тоді також відбулася перша зустріч Вільгельма Габсбурга з урядовими колами країни і, зокрема, головою генерального штабу архікнязем Фрідріхом, стосовно перспективи вирішення українських проблем. Ніяких конкретних обіцянок не було дано, однак завдяки клопотанням молодого Габсбурга уряд почав звертати більше уваги на справи українців.
Згодом Вільгельм познайомився з іншими провідними українськими політиками Австро-Угорщини — Костем Левицьким, Євгеном Олесницьким та Миколою Васильком. Вони, безумовно, підтримували ідею утворення українського коронного краю в межах Австро-Угорської імперії, а допомога і протекція члена імператорської родини наближала їхні мрії до здійснення. Сам Олесницький вважав залучення архікнязя до української справи найбільшим успіхом українських політиків. Передусім, головною проблемою і завданням українців Австро-Угорщини була нейтралізація польського впливу на політику в Галичині, усунення поляків з керівних посад, українізація освіти і зокрема відкриття Українського університету у Львові. Також розглядалося питання об'єднання Буковини з Галичиною в одну провінцію або коронний край, де переважало б українське населення. Проте довгий час вирішення українських проблем не було першочерговим завданням для центрального уряду, тому навіть протекція молодого Габсбурга не мала відчутного впливу на зміну традиційного політичного курсу імперії.

### Геополітичні наміри Відня

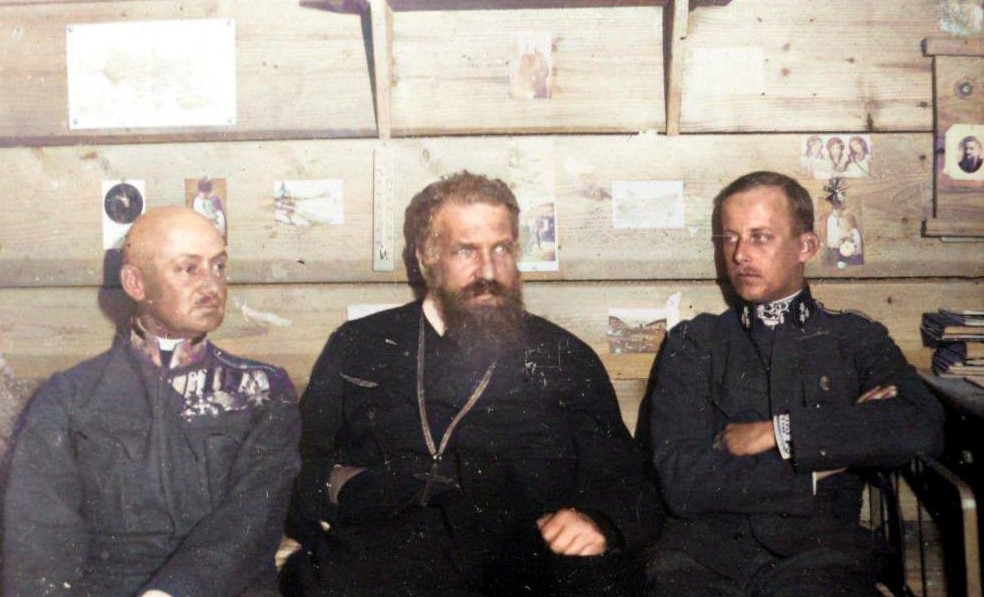
Гужковський Казимир, Андрей (Шептицький) та Вільгельм Габсбург. Січень 1918 року.

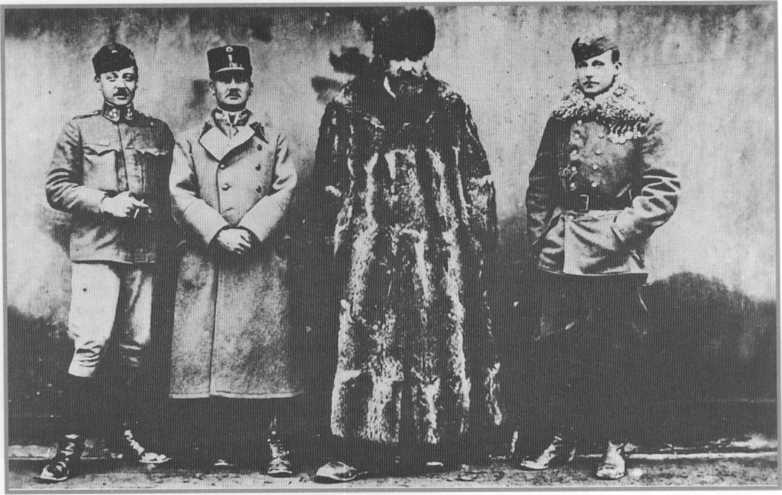
Справа наліво: Вільгельм Габсбург, Андрей Шептицький, Казимир Гужковський

Політика Відня стосовно вирішення українських проблем набула актуальності напередодні Першої світової війни у 1913–1914 роках. Саме тоді високопосадовці імперії радилися з українськими політиками, зокрема з Олесницьким, щодо перспектив українського руху як у межах імперії, так і на українських територіях Російської імперії. Велика роль в організації українців відводилася митрополиту Андреєві Шептицькому, який ще в серпні 1914 р. надіслав міністерству закордонних справ листа, в якому пропонував план можливої державної організації українських земель. Зокрема, згідно з планами Шептицького, на чолі держави мав стати гетьман України з імператорської родини Австро-Угорщини. Оскільки у 1917 році Вільгельма Габсбурга вже розглядали як кандидата на булаву, Олесницький наполегливо радив познайомити Шептицького з ним. Зустріч митрополита з Вільгельмом відбулася у жовтні 1917 р., коли Шептицький повернувся із заслання в Росії.
Перед початком Першої світової війни не існувало одностайності щодо майбутнього українських земель не лише серед українців, але і серед австрійських урядовців. З одного боку, Австро-Угорщина не хотіла позбутися існуючих українських земель, а з іншого — приєднання до імперії мільйонів українців Росії могло б небажано для деяких інших народів, зокрема поляків, змінити національний баланс в імперії. Відчуваючи, що з загостренням відносин з Росією і наближенням війни ідея поєднання держав в рамках династії Габсбургів може знайти підтримку серед керівних кіл імперії, Вільгельм зацікавився нею і почав шукати підтримку серед урядовців Австро-Угорщини та Німеччини. Розуміючи, що розбудова великої незалежної держави на сході на даному етапі була малоймовірною, він зосередився на проекті перетворення імперії на федерацію. Передбачалося, що Україна зі столицею в Києві мала бути разом з Угорщиною третьою складовою частиною імперії, на чолі якої стояв би ерцгерцог-регент, можливо з династії Габсбургів. Саме на цьому була зосереджена діяльність Вільгельма Габсбурга аж до осені 1918 року.

### Берестя-Литовський договір
Тим часом події на східному фронті розвивалися на користь Австро-Угорщини та Німеччини. Внаслідок загострення політичної ситуації всередині Російської імперії значно знизилася не лише боєздатність російських військ, а були й втрачені значні її території. Після більшовицького перевороту 1917 року в Росії до влади прийшов новий уряд на чолі з Леніним, який вирішив укласти мирний договір з Центральними державами. Вільгельм Габсбург відігравав важливу роль в проведенні переговорів у Бересті (Бересті-Литовському), які передували укладанню цього договору. Він був одним із тих небагатьох політиків, яким було відомо про таємний додаток до договору, де Австро-Угорщина на вимогу делегації УНР не тільки погодилася визнати незалежну українську державу, але й поділити Галичину на українську і польську частини. Завдяки персональним контактам Вільгельма з австрійським міністром іноземних справ графом Черніним було домовлено, що до складу української частини Галичини включать також Холмщину і з усіх цих земель буде утворений окремий коронний край в складі імперії. Цим планам, однак, не судилося здійснитися — польський вплив на уряд Австро-Угорщини виявився надто сильним і під його тиском ці статті протоколу в липні 1918 р. були денонсовані.

### Дислокація УСС в Україні

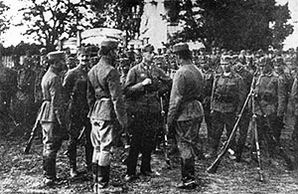
Архікнязь Вільгельм в складі УСС.

Одним із проявів української політичної активності в Австро-Угорщині було формування легіону Українських Січових Стрільців (УСС) у 1914 році. З поразкою Російської імперії навесні 1918 року Вільгельма Габсбурга призначено командиром австрійської «Групи архікнязя Вільгельма», до якої входив і курінь УСС. За Берестейським мирним договором загони німецьких та Австро-Угорських військ також були передислоковані в Україну — серед них і загони Січових Стрільців. 1 квітня 1918 р. Вільгельм Габсбург перейняв командування УСС біля Херсона. Перебуваючи на півдні України, він не тільки оберігав легіон УСС від розформування, якого жадали деякі як в Україні, так і в Австрії, але проводив на чолі цього загону напрочуд незалежну політику підтримки українських сил. За його власним визнанням, він не лише не бажав брати участь у реквізиціях збіжжя у мирного населення, але й відверто відмовлявся придушувати народні повстання, які спалахували повсюди у відповідь на репресії окупаційної влади. Прихильність місцевого населення до архікнязя Вільгельма зросла до такої міри, що це викликало занепокоєння гетьмана Павла Скоропадського. Він відчував конкуренцію з боку Габсбурґа і навіть мав агентурні дані, що навколо нього гуртується опозиція владі гетьмана. Від Скоропадського до німців було направлено декілька скарг, а ті в свою чергу вимагали від Відня більшого контролю над поведінкою члена імператорської сім'ї. Підкорившись тиску Німеччини, австрійська влада намагалася всіляко обмежити діяльність архікнязя в Україні. Невдоволення Відня досягло такої міри, що Вільгельма Габсбурга було відкликано до столиці, де він мусив давати пояснення в зв'язку з численними доносами. Незважаючи на опір своїй діяльності, а також на нові спроби ліквідувати УСС, молодому архікнязеві вдалося відстояти цей український підрозділ і по поверненні в Україну, знову очолити його.

### Перебування на Буковині та Галичині

Вільгельм Габсбург та Петро Шекерик-Доників. 1919 рік.

За даними його автобіографії, в околицях Вижниці при допомозі отамана д-ра Никифора Гірняка (1885—1962) провів набір вояків до війська, який йому перед тим заборонили. Для перешкоджанню нагляду за собою та УСС переїхав з ними до Черняківки, де перебував до 6 жовтня 1918 року. Потім перебував у Чернівцях, де захворів. Місто покинув хворим 9 листопада, виїхав авто через Косів, Кабаки, Коломию, Янчин (звідси розмовляв телефоном з Вітовським) до Львова, де перебував як приватна особа до 21 числа, коли українці залишили місто. Потім на авто виїхав до Жовкви, звідти через Кам'янку-Струмилову до Золочева, Тернополя, Бучача (тут разом з ад'ютантом О. Луцьким проживав у приміщенні монастиря оо. Василіян з середини чи кінця листопада до 6 травня 1919 року).
Виїхав до Станиславова (проживав біля міста до румунського ультиматуму 24 травня, потім через Делятин потрапив до Ворохти, разом з Петром Шекериком-Дониківим перебували у селах Текуча, Космач, Ільці, Жаб'ї, Слупейці. 6 червня у Ільцях потрапив у румунський полон.

### Співпраця з Директорією Української Народної Республіки

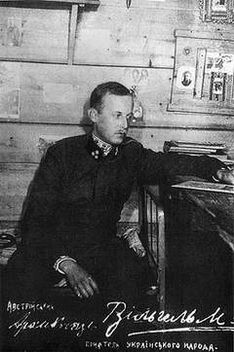

Побоювання Скоропадського щодо Габсбурга виявилися небезпідставними. У травні 1918 р. серед соціалістів Одеси виник задум підняти повстання проти влади Скоропадського і проголосити Габсбурга-Вишиваного новим гетьманом. На таємній нараді соціалістичних партій та представників УСС було вирішено дати запит архікнязеві стосовно його участі в повстанні. У випадку його згоди планувалося почати підготовчу роботу для заколоту в Києві. Одначе сам Габсбург не був до цього готовий, і мотивував свою відмову тим, що жадав підтримки всього українського народу в разі приходу до влади. Зокрема, вже пізніше на радянському допиті 5 жовтня 1947 р. він так зізнавався про свою участь у подіях того часу:
Визнаю, що 1918 року, будучи в Україні, окупованій з'єднаними німецькими та австро-угорськими військами, в м. Запоріжжі, в якості начальника гарнізону цього міста, зустрічався з генералами Болбочаном, Гнатівим і Петрівим, котрі мені пропонували об'єднати українські війська і згодом повалити владу Скоропадського та очолити Український уряд. Однак, я від цієї пропозиції відмовився".
Крім цього, існували й інші плани приведення до влади Габсбурга-Вишиваного, як у Великій Україні, так і в Галичині. Однак, як відзначають сучасники, сам архікнязь не був готовий до захоплення влади збройним шляхом і, незважаючи на свою прихильність до справи української державності, покладав основні надії на федеративний союз України із габсбурзькою монархією. Всупереч чуткам і теоріям, він не мав чіткого плану державного будівництва.
З поваленням гетьманату Скоропадського в грудні 1918 року Вільгельм Габсбург-Вишиваний почав співпрацювати з урядом Директорії, отримав звання полковника армії УНР. У вересні 1919 р. був призначений головою відділу закордонних зв'язків Головного Управління Генерального Штабу УНР. Переїхавши до Кам'янця-Подільського, де на той час були розташовані керівні установи Директорії, Вишиваний розпочав формування мережі військових шкіл для армії УНР. Використовуючи своє знання мов, Вільгельм налагодив для цієї цілі контакти з військовими місіями держав Західної Європи. Однак діяльність архікнязя в армії Директорії була нетривкою. Він віднісся вкрай негативно до укладеної Симоном Петлюрою в квітні 1920 року Варшавської угоди з Польщею, за якою визнавалась приналежність західних земель, і зокрема Галичини, до Польщі. На знак протесту Вільгельм пішов у відставку і виїхав через Румунію до Чехословаччини. У березні 1920 р., після перенесеного тифу, він нарешті прибув до Відня, де написав в австрійській газеті «Neues Wiener Journal» 9 січня 1921 р. гостру антипольську статтю, в якій схарактеризував союз Польщі з УНР як «неприродний». Стаття мала скандальні наслідки для самого Вільгельма, оскільки розгнівила його батька — затятого полонофіла і претендента на польську корону. У відповідь поляки навіть опублікували гнівну відповідь батька Вільгельма Карла Стефана Габсбурга, яка фактично була відреченням від сина.

### Еміграція

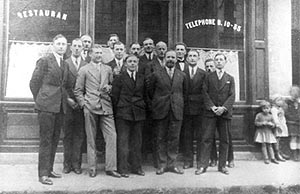
Учасники свята запорожців у Парижі. 1937 р. У першому ряду зліва направо: Василь Недайкаша, Іван Охмак, Сергій Редько, Микола Капустянсъкий, Петро Морозовський, Леонід Буткевич; 2-й ряд: Леонід Бахтін, Іван Небоба, Іван Вереха, Вільгельм Габсбург, Сергій Бордючівський

Опинившись в еміграції, Вільгельм Габсбург спочатку брав активну участь у житті української діаспори в Австрії. 1921 року у Відні виникло Українське національне вільнокозацьке товариство, яке обрало головою управи Габсбурга-Вишиваного. Товариство випускало газету «Соборна Україна», яка дуже прихильно ставилася до особи архікнязя. Серед деяких українських емігрантських монархічних кіл він все ще користувався певною популярністю і розглядався як потенційний кандидат на українську булаву. Однак у номері «Соборної України» від 19 грудня він однозначно заперечив свої претензії на верховну владу в Україні.
Це однак не завадило Вільгельму активно цікавитися подіями як в Україні, так і серед українських емігрантських кіл. Зокрема, використовуючи своє ім'я, він намагався знайти підтримку українській справі серед європейських політиків. Проте великого успіху починання Вільгельма не мали, оскільки він не мав політичної ваги і за ним не стояло жодних впливових політичних сил. Поступово Габсбург став непомітним у політичному житті української еміграції.
У різні часи він зустрічався з представниками української еміграції — Павлом Скоропадським, Євгеном Коновальцем, Євгеном Петрушевичем, В'ячеславом Липинським, Віктором Андрієвським та іншими, але згодом навіть ці контакти зійшли нанівець. Хоча ім'я Вільгельма використовували для власних цілей різні емігрантські кола, серед них Габсбурга вважали скоріше замріяним ідеалістом, аніж дієвим політиком. Його збірка віршів українською мовою «Минають дні» (1921) рішуче підкреслила основне зацікавлення Габсбурга-Вишиваного — спогади та література.
Пізніше Вільгельм Габсбург займався власним бізнесом — продажем земельних ділянок у різних частинах Європи. Деякий час він мешкав у Франції та Іспанії, займаючись ріелторською справою. Під час Другої світової війни він, як і всі Габсбурги, рішуче відмовився від співпраці з нацистами і перебував під наглядом гестапо, оскільки існували підозри стосовно його співпраці з англійською розвідкою. Після війни він продовжував займатися власним бізнесом — мав лакофарбовий завод у Відні. За непевними даними одружився з Амалією Вюртембергською або зі співачкою Іванною Шмериковською-Приймою. Мав сина на ім'я Франц Піч або просто Франц.

### Арешт та смерть

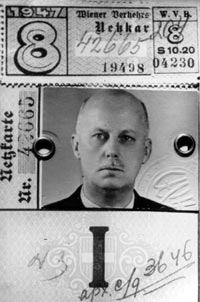
Вільгельм Габсбург на австрійському посвідченні 1947 р.

Певні побоювання щодо Габсбурга-Вишиваного мала й радянська розвідка. Проте її головна увага була прикута до співпраці Вільгельма з українськими націоналістами — зокрема, з Євгеном Коновальцем до війни та з представниками ОУН — після неї. Хоча Коновалець був вбитий агентом НКВД Судоплатовим у Роттердамі, радянські органи довгий час не мали ніяких підстав знищувати або навіть арештовувати колишнього архікнязя з огляду на його пасивність в українській політиці. Однак відомості про його контакти з представниками ОУН тримали ім'я Габсбурга в полі зору сталінської розвідки. Вже після закінчення війни, під час окупації Відня в 1944–1947 роках радянськими військами, сталінська розвідка вела таємне стеження за ним.
Привід для арешту з'явився, коли агент французької розвідки капітан Пеліс'є мав зустріч у Відні з Вільгельмом Габсбургом. Ймовірно, французи сподівалися налагодити через нього стосунки з українським рухом опору в самій Україні й зокрема з представником ОУН в еміграції Романом Новосадом. 26 серпня 1947 року Вільгельма Габсбурга разом із Новосадом було заарештовано радянською секретною службою СМЕРШ і перепроваджено до Карлсбадської тюрми, де велося попереднє слідство. Йому інкримінували шпигунську діяльність із західними державами, союзниками СРСР по антигітлерівській коаліції, та звинувачували в зв'язках з ОУН.
Наприкінці листопада 1947 року Вільгельма Габсбурга перевели до Лук'янівської тюрми Києва, де тривало слідство. Протягом півроку його щоденно допитували, переважно вночі, вимагаючи зізнатися в контактах з оунівським підпіллям та західними розвідками. Однак Вільгельм заперечував свою причетність до будь-яких політичних рухів чи партій за останні 20 років, наголошуючи, що всі зустрічі і контакти були окремими подіями і не мали постійного характеру. Він відмовився видавати прізвища своїх друзів та вигадувати наклепи на соратників по еміграції. Слідчі рекомендували йому 25 років ув'язнення в радянських таборах, однак ця рекомендація і наступний вирок залишилися невиконаними. Умови утримання в тюрмі та брак медичного догляду призвели до захворювання Габсбурга на туберкульоз. Він хворів вже давно, втім тюремний лікар нічого іншого, крім захворювання серця, не згадувала в історії хвороби. Свідоцтво про смерть проте вказує на двосторонній туберкульоз, від якого він помер о 3-й годині ночі 18 серпня 1948 року в тюремній лікарні. Не збереглося навіть відомостей про місце його захоронення — ймовірно, його поховали десь біля огорожі Лук'янівського цвинтаря Києва без будь-яких позначень місцезнаходження тіла. З огляду на засекреченість обставин смерті Габсбурга-Вишиваного ця історія рясніла легендами, аж поки справжні документи не пролили світло на правдивий перебіг подій.
У часи перебудови і переоцінки діяльності Сталіна та його секретних служб справа Габсбурга-Вишиваного знов була переглянута комісією з реабілітації незаконно засуджених в СРСР. 16 січня 1989 року його посмертно реабілітовано.
Відтоді розсекречено багато документів у справі Габсбурга-Вишиваного.

## Родовід

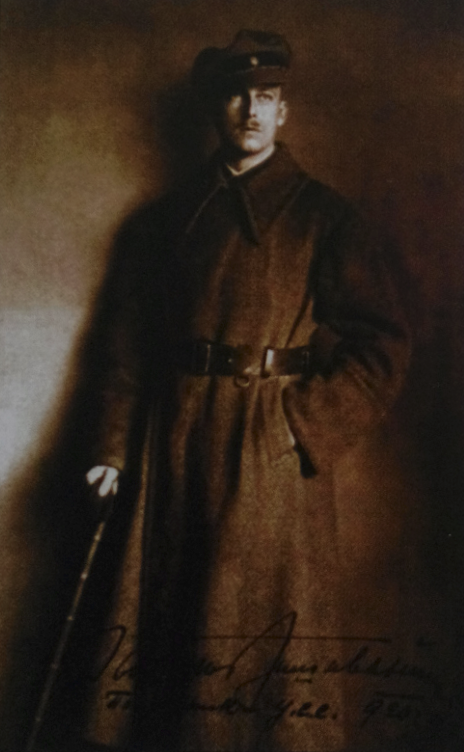

Походив із австрійського імператорського роду Габсбургів. Родинною гілкою цього роду, до якого належали батьки Вільгельма, була династія Габсбургів-Лотаринзьких. У ній поєдналися дві гілки європейської знаті — Габсбургів і Лотарингів. Історія роду Лотарингів сягає ІХ століття, а Габсбургів ХІ століття. Поява поєднаного роду Габсбургів-Лотаринзьких веде початок від шлюбу герцога Лотаринзького — Франца Стефана І і Марії Терезії з династії Габсбургів у 1736 році. Марія Терезія доводилася двоюрідною сестрою Францові Фердинандові, кронпринцу Австро-Угорщини, а сам Вільгельм, відповідно, двоюрідним племінником. До цього роду також належало декілька королів і австрійських імператорів, і зокрема передостанній імператор Австро-Угорської імперії Франц Йосиф I, якому Вільгельм фон Габсбург доводився троюрідним племінником.
З одного боку він прямий нащадок київської княгині Ольги і великих князів київських з роду Рюриковичів, а з іншого — Гедиміновичів. Після одруження імператриці Марії-Терезії (1717—1780) з дому Габсбургів з Францом І Стефаном (1708—1765) з Лотаринзького дому Габсбургів по обох гілках стали прямими нащадками київських Рюриковичів.
Франц І Стефан був нащадком герцога лотаринзького Карла ІІІ (1543—1608), який був одружений з Клод Валуа, донькою короля Франції Генріха ІІ (1519—1559) і Катерини Медичі. Генріх ІІ був прямим нащадком короля Франції Генріха І (1008—1060) і Анни Київської — доньки Ярослава Мудрого, онуки Володимира Великого, правнучки Святослава Хороброго і праправнучки Ігоря Старого і княгині Ольги. Таким чином Габсбурзько-Лотаринзький дім, зокрема імператор Франц Йосиф I, і його племінник Вільгельм фон Габсбург (Василь Вишиваний) є нащадками давньокиївських князів із династії Рюриковичів.
Через шлюб імператора Священної Римської імперії Фердинанда І (1503—1564) з Анною Ягеллонкою (1503—1547) донькою чеського короля Владислава ІІ Ягелончика, онукою короля польського і великого князя литовського та руського Казимира IV Ягеллончика, правнучкою Владислава ІІ Ягайла (1351—1434) та його дружини Софії Гольшанської (1405—1461), яка була донькою київського князя Андрія Гольшанського, Габсбурги є нащадками Гедиміновичів і через них стали споріднені з великокнязівським та королівським домом Романовичів (Роман Великий, Данило Романович, Лев Данилович та їхніми нащадками і спадкоємцями, Великими князями, споконвічними дідичами та королями Русі).
Батьком Вільгельма Габсбурга був австрійський архікнязь (ерцгерцог) Карл Стефан Австрійський (нім. Karl Stephan von Österreich) (1860–1933) — син Карла Фердинанда Австрійського і Єлизавети Франциски Австрійської. Пізніше, після проголошення незалежності Польщі, він прийняв польське громадянство і позиціонувався одним із кандидатів на польський престол.
Його мати — австрійська архікнягиня Марія Терезія Австрійська-Тосканська (нім. Maria Theresia von Österreich-Toskana) (1862–1933) була дочкою архікнязя Карла Сальватора Австрійського-Тосканського та Марії Імакуляти Борбонської. Марія Тереза одружилася з Карлом Стефаном 28 лютого 1886 року у Відні.

## Нагороди[26]

### Австро-Угорщина
- Орден Золотого руна
- Хрест «За військові заслуги» (Австро-Угорщина) 3-го класу з військовою відзнакою і мечами
- Срібна і бронзова медаль «За військові заслуги» (Австро-Угорщина) з мечами

### Османська імперія
- Золота медаль «Імтияз»
- Галліполійська зірка

### Інші країни
- Орден Слави (Туніс), велика стрічка
- Залізний хрест 2-го класу (Прусське королівство)
- Пам'ятна військова медаль (Австрія) з мечами
- Почесний хрест ветерана війни з мечами (Третій Рейх)

## Оцінка діяльності
Протягом десятиріч особа архікнязя Габсбурґа або замовчувалася, або висвітлювалася винятково в негативному світлі. У радянській історіографії Вільгельм Габсбурґ розглядався як ставленик іноземних «буржуазних» сил, які нібито хотіли за його участю поневолити Україну. Приблизно такий, спрощений погляд на особу Габсбурґа-Вишиваного зберігся і в російській історіографії, де йому відводиться роль маріонетки в руках австрійських політиків. До останнього часу дослідження спадщини Габсбурґа-Вишиваного не велося і в Україні, і його постать та внесок обростали міфами і вигадками. Після розсекречення радянських архівів почалася переоцінка його діяльності і внеску в історію України.

### Літературна діяльність
Діяльність Вільгельма Габсбурґа ще чекає ретельного дослідження. Особливої уваги потребує оцінка його літературної творчості, про яку відомо ще менше, ніж про його політичне життя. Габсбурґ-Вишиваний регулярно дописував до віденського українського журналу «Соборна Україна», а також до інших україномовних видань в діаспорі. Його найвідомішим літературним внеском є збірка віршів «Минають дні» (1921), яку він присвятив товаришам по УСС. У пам'ять про тих, хто віддав життя заради України, він писав:
До зброї! До зброї, стрільці!
Товаришів рідних згадайте,
Що мріють про волю в холодній землі, —
Всі сили до бою з'єднайте!
Так само повні любов'ю до України його ліричні вірші, які він присвятив Карпатам:
О хмари, що в сторони
рідні йдете,
Гуцулів від мене вітайте -
О птиці, що в гори на
південь пливете
З вітанням від них повертайте.
До збірки входить 23 поезії :
- «Минають дні…» [Архівовано 6 березня 2019 у Wayback Machine.]
- «Ніч надходить…»
- «Чорногора»
- «Досвітня заграва на поляні»
- «На полонині…»
- «Осінний вітер»
- «В горах»
- «Ноктюрн…»
- «Рання хвиля»
- «Осінь в горах»
- «Весело, гей!»
- «Надія»
- «Зима»
- «Хвилі…»
- «Вірлиний крик»
- «Ноктюрн над морем…»
- «Роспука»
- «Любов матери»
- «Колись»
- «Незнаним героям»
- «Заздрість»
- «Потіха нещасного…»
- «До збруї!»

## Ушанування пам'яті
- За ініціативи товариша Габсбурга-Вишиваного по еміграції та ув'язненню — Романа Новосада 2 липня 2000 року у м. Відень (Австрія) в Українській греко-католицькій церкві Святої Варвари було відкрито меморіальну дошку Василю Вишиваному (Вільгельму Габсбургу).[29]
- Площа Вишиваного у м. Львові.
- Вулиця Василя Вишиваного в Івано-Франківську. Вулиця невеличка, не має будинків чи адрес, проте в самому центрі міста.
- 26 вересня 2014 року в Івано-Франківську на початку вулиці Василя Вишиваного було встановлено анотаційну таблицю Василю Вишиваному.
- У м. Києві існує вулиця Василя Вишиваного.
- Провулок Вільгельма Габсбурґа у місті Одеса.
- Вулиця Василя Вишиваного в селі Доброолександрівка Одеської області.
- Вулиця Василя Вишиваного є у місті Запоріжжя[30]
- У м. Чернівцях під час процесу декомунізації вулиця Кіровоградська була перейменована на вулицю Василя Вишиваного[31]
- У м. Кам'янець-Подільському під час декомунізації вулиця Вутіша була перейменована на вулицю Василя Вишиваного.[32]
- На вулиці Січових Стрільців у місті Золочеві Львівської області, при вході у Навчальний Центр Національної Гвардії України, який розташований на теренах колишніх австрійських казарм, 14 листопада 2020 року відкритий Меморіал Василеві Вишиваному. Меморіал присвячено до 125-ї річниці з дня народження Вільгельма Габсбурга — Василя Вишиваного (1895—1948) та 105-ій річниці прибуття Ерцгерцога Австрійського на військову службу у місто Золочів в 13 полк уланів. 18 серпня 2021 року, з нагоди присвоєння підрозділу НГУ імені Василя Вишиваного та роковини загибелі ерцгерцога, на території цього ж навчального центру відбулася урочиста передача та відкриття погруддя Василя Вишиваного[33].
- 2020 рік Львівська обласна рада оголосила роком Василя Вишиваного.[34]
- 2019 року в місті Хмельницький вулицю Зої Космодем'янської перейменували на вулицю Василя Вишиваного.[35]
- У 2020 році на замовлення Почесного консула Республіки Австрія в м. Харкові Всеволода Кожемяки створено сучасну українську національну оперу «Вишиваний. Король України»[36]. 1 та 2 жовтня 2021 року на сцені Харківського Національного академічного театру опери та балету імені М. В. Лисенка відбулася прем'єра цієї опери (композиторка — Алла Загайкевич, автор лібрето — Сергій Жадан)[37].

Пам'ятник Василеві Вишиваному в Києві

- 10 лютого 2021 року в Києві освячено місце під пам'ятник Василеві Вишиваному з нагоди 126-ї річниці від дня його народження[38][39]. На День вишиванки 20 травня 2021 року на цьому місці відкрито бронзове погруддя Василя Вишиваного (Вільгельма Габсбурга), автори — скульптори Михайло Горловий та Олександр Фурман[40]. Пам'ятник встановлено в сквері перед школою № 61 на вулиці Юрія Іллєнка, неподалік Лук'янівського СІЗО, де помер ерцгерцог[41][40].
- 13 травня 2022 р. у місті Городок Хмельницької області вулицю Єсеніна перейменували на вулицю Василя Вишиваного.
- 28 липня 2022 р. у місті Біла Церква Київської області вулицю Робітничу перейменували на вулицю Василя Вишиваного.
- 2023 року був започаткований курінь ч. 1 УПЮ імені Василя Вишиваного у станиці Відень.[42]